# Spekes gasell
Spekes gasell (Gazella spekei) är en afrikansk antilop som är uppkallad efter den brittiska naturforskaren John Hanning Speke.

## Kännetecken
Arten är påfallande smal och har en ljusbrun päls på ovansidan. På varje sida av kroppen finns en längsgående svart strimma och regionen ovanpå strimman är ofta lite ljusare brun än ryggen. Buken är vitaktig. Hornen är S-formiga och har en struktur som påminner om sammanklistrade ringar. Hos hannarna blir hornen upp till 30 cm långa, hos honor är de tydlig mindre. Vid ögonen finns körtlar som avsöndrar en doftande vätska. I ansiktet har gasellen tre till fem hudveck över näsborrarna och två vita strimmor från nosen till ögonbryn. Arten når en kroppslängd mellan 95 och 105 cm, en mankhöjd av 50 till 60 cm och en svanslängd på 15 till 20 cm. Vikten ligger mellan 15 och 25 kg.

## Utbredning och habitat
Spekes gasell förekommer nästan uteslutande i Somalia i landets centrum och i en långsträckt region längs Indiska oceanen. Vanligast är den i dalgången till floden Nugaal. Ibland vandrar individer till angränsande etiopiska områden. Habitatet utgörs av halvöknar med några buskar, lite gräs, suckulent och arter av aloesläktet.

## Levnadssätt
Denna gasell lever ensam eller i grupper med upp till 20 individer beroende på tillgång till föda. Hudvecken i ansiktet kan blåsas upp till storleken av en tennisboll. När luften sedan pressas ut uppstår ett ljud som påminner om ett pistolskott.
Födan utgörs av växtdelar.
Dräktigheten varar i cirka 180 dagar och vanligen föds en unge per kull. Ungen får di i upp till 3 månader. Könsmognaden infaller för honor efter cirka 9 månader och för hannar efter ungefär 18 månader. Livslängden uppgår till 12 år.

## Status och hot
Det saknas forskningsdata om artens bestånd och uppgifterna är ofta motstridiga. IUCN kategoriserar arten som starkt hotad (EN).